# Oued Zehour
Oued Zehour è un comune dell'Algeria, situato nella provincia di Skikda.